# Maikaze
El Maikaze (舞風?)(Danza del viento) fue un destructor de la Clase Kagerō. Sirvió en la Armada Imperial Japonesa durante la Segunda Guerra Mundial. 

## Historia
El Maikaze había dejado la base naval japonesa de Truk escoltando al Katori, un crucero de entrenamiento, y al Akagi Maru, un buque de pasajeros reconvertido en crucero auxiliar, cuando resultó hundido por los cruceros pesados estadounidenses USS New Orleans y USS Minneapolis, 40 millas al noroeste de Truk, en la posición (7°45′N 151°20′E / 7.750, 151.333) durante la Operación Hailstone. No hubo supervivientes.